# Превенторио (Пјаченца)
Превенторио је насеље у Италији у округу Пјаченца, региону Емилија-Ромања.
Према процени из 2011. у насељу је живело 1 становника. Насеље се налази на надморској висини од 664 м.